# Génomique nutritionnelle
La génomique nutritionnelle (GN) est une science qui étudie la relation entre le génome humain, la nutrition et la santé.

## Éléments de définition
Elle peut être divisée en trois sous-disciplines :    
- la nutrigénomique : elle étudie l'effet des nutriments sur la santé, avec les modifications sur l'expression du génome, le protéome, le métabolome et les changements physiologiques qui en résultent ;

- la nutrigénétique : au sein de la nutrigénomique, elle étudie l'effet des variations génétiques sur l'interaction entre l'alimentation et la santé, avec des implications pour les sous-groupes sensibles[1]. Plus spécifiquement, la nutrigénétique étudie comment les différences individuelles dans les gènes influencent la réponse de l'organisme à l'alimentation et à la nutrition. Par exemple, les personnes souffrant d'un déficit enzymatique causé par des mutations de l'enzyme phénylalanine hydroxylase ne peuvent pas métaboliser les aliments contenant l'acide aminé phénylalanine et doivent modifier leur régime alimentaire pour en minimiser la consommation. Avec les données génomiques modernes sur les mutations génétiques graves, il est examiné si les pratiques alimentaires peuvent être plus étroitement personnalisées en fonction des profils génétiques individuels.

- la nutri épigénétique : au sein de la nutrigénétique, un champ plus récent de la science, issu des progrès de l'épigénétique[2], qui étudie l'effet des variations épigénétiques sur l'interaction entre l'alimentation et la santé[3], de plus en plus avec une approche One Health (promue par l'OMS), avec notamment l'étude des effets des facteurs nutritionnels sur l'expression des gènes (via des modifications temporaires inscrites sur la molécule d'ADN, mais sans modification de la séquence même ; ce qui permet une modification réversible et partiellemnet transmissible, à une ou plusieurs générations suivantes, des marques épigénétiques induites par l'alimentation[4]. On a par exemple montré que les enfants conçus durant la famine hollandaise de l'hiver 1944 ont davantage développé de maladies métaboliques à l’âge adulte que ceux conçus un peu avant ou un peu après ; cette susceptibilité semble s'être épigénétiquement transmise durant au moins trois générations selon Carey (2012)[5].

Ces trois disciplines incluent la période de la périnatalité et en particulier la « période des 1000 premiers jours » (fenêtre d'exposition critique des gamètes, de l'embryon, du fœtus puis du jeune individu, un temps qui peut avoir des conséquences irréversibles pour toute la vie, et des conséquences épigénétiques possibles sur plusieurs générations). 
Des controverses scientifiques existent quant aux frontières entre ces champs de connaissance et de recherche, mais la nutri-génétique est généralement incluse dans la nutrigénomique (la littérature anglo-saxonne, utilise souvent terme « nutrigenomics » pour parler de manière englobante de ces trois thématiques).